# Victor Linart
Victor Linart (Floreffe, 26 mei 1889 - Verneuil-sur-Avre, 23 oktober 1977) was een Belgische wielrenner, die in de jaren 1920 viermaal wereldkampioen werd in het stayeren bij de profs. Zijn bijnaam was "de sioux", vanwege zijn donkere huidskleur en platte neus die hij overhield na een neusbeenbreuk bij een val in 1912.

## Carrière
Als veertienjarige won hij zijn eerste wedstrijd, een kermiskoers in zijn woonplaats Floreffe. In 1909 werd hij beroeps. Hij legde zich toen toe op het baanwielrennen, meer in het bijzonder op de wedstrijden achter zware gangmaakmotoren. Hij was vijftienmaal na elkaar Belgisch kampioen, in 1913, 1914 en van 1919 tot 1931. Tijdens de Eerste Wereldoorlog waren er geen kampioenschappen. Linart reed toen in de Verenigde Staten en met het geld dat hij verdiende zond hij pakketten naar gevangengenomen dorpsgenoten. Hij werd wereldkampioen stayeren in 1921, 1924, 1926 en 1927. In 1920 en 1929 was hij tweede; in 1928 en 1931 derde en in 1925 in Amsterdam vierde en laatste in de finale. In 1922 en 1923 nam hij niet deel. Hij werd in de jaren '20 beschouwd als de beste stayer ter wereld.
Na zijn wielercarrière, die in 1933 eindigde, ging hij in Frankrijk wonen en begon er een houtzagerij. In 1937 verkreeg hij de Franse nationaliteit.
Hij komt voor in een van de verhalen in 'A Moveable Feast' van Ernest Hemingway.